# Tinocor ventre-rogenc
El tinocor ventre-rogenc (Attagis gayi) és una espècie d'ocell de la família dels tinocòrids (Thinocoridae) que habita l'altiplà andí a Equador, sud del Perú, oest de Bolívia i Xile i oest de l'Argentina fins a l'Estret de Magallanes.